# 立正寺 (三豊市)
立正寺（りっしょうじ）は、香川県三豊市に所在する日蓮正宗の寺院。山号は大興山（たいこうさん）。

## 起源と歴史
- 1920年（大正9年） - 高瀬教会所として建立される。開基は日蓮正宗大石寺第57世法主日正。
- 1946年（昭和21年）10月22日 - 寺号山号が公称される。

## 寺院周辺
- 三豊市緑ヶ丘総合運動公園
- 三豊市立上高瀬小学校

## 交通アクセス
- 高松自動車道 三豊鳥坂インターチェンジから車で3分
- JR予讃線 高瀬駅から車で5分

## 城山教会
- 香川県三豊市高瀬町新名1920-122には城山教会が1909年（明治42年）5月24日に建立され、現在も存続し法華講支部も存在しているものの主管が常駐しておらず、同寺住職が兼務で主管を務めている。